# 九龍巴士75X線
九龍巴士75X線是香港的一條巴士路線，來往大埔（富善邨）及九龍城碼頭。
九龍巴士275X線是75X的特別班次，來往大埔（富善邨）及紅磡（紅鸞道），由75X線的特別班次更改編號而成，只於星期一至五繁忙時間提供服務。

## 簡介及歷史
- 1986年2月28日：75X線開辦，由大埔途經獅子山隧道往土瓜灣，來回程經廣福邨[7]
- 1991年6月27日：配合大老山隧道通車，本路線取代74X服務黃大仙，大埔區內並加經大埔墟及大埔中心總站，原有路段由72X、74A、271轉乘85及85A取代 (已配備獅子山隧道轉乘優惠)。此外，本路線亦是唯一途經寶湖花園的大埔區路線
- 1992年6月1日：提供空調巴士服務
- 1996年12月1日：由於有不少乘客投訴大老山隧道的空氣質素欠佳，加上巴士服務空調化是大勢所趨及74X轉為全空調服務效果成功，九巴決定於當日起轉為全空調服務，並降低空調巴士全程車費，成為九巴第2條由普通空調混合改為全空調服務而沒有更改編號的路線。
- 2015年6月27日：增設到站時間預報。[8]
- 2017年3月27日：逢星期一至五上下午繁忙時間各增設一班特別車，經彩虹道及新蒲崗，不經樂富、橫頭磡及龍翔道[9]。
- 2022年1月2日：往富善方向取消馬頭圍道「江西街」站，改停漆咸道北「山西街」站。[10]
- 2023年8月14日：75X線的特別班次，獲更改編號為275X線，同時九龍總站延長至紅磡（紅鸞道），並精簡於九龍區的行車路線，來回方向不再駛經彩虹道至鑽石山一帶，來回方向各增至四班車[11]。

## 服務時間及班次
75X
| 大埔（富善）開   | 大埔（富善）開 | 大埔（富善）開 | 九龍城碼頭開     | 九龍城碼頭開 | 九龍城碼頭開 |
| 日期             | 服務時間       | 班次（分鐘）   | 日期             | 服務時間     | 班次（分鐘） |
| ---------------- | -------------- | -------------- | ---------------- | ------------ | ------------ |
| 星期一至五       | 05:30-06:00    | 15             | 星期一至五       | 05:50-06:50  | 15           |
| 星期一至五       | 06:00-07:00    | 10             | 星期一至五       | 06:50-07:50  | 10           |
| 星期一至五       | 07:08          | 07:08          | 星期一至五       | 07:50-09:50  | 12           |
| 星期一至五       | 07:16-09:36    | 10             | 星期一至五       | 09:50-11:00  | 10           |
| 星期一至五       | 09:36-16:00    | 12             | 星期一至五       | 11:00-16:00  | 12           |
| 星期一至五       | 16:00-17:20    | 8              | 星期一至五       | 16:00-17:00  | 10           |
| 星期一至五       | 17:20-17:40    | 10             | 星期一至五       | 17:00-18:30  | 9            |
| 星期一至五       | 17:40-20:40    | 12             | 星期一至五       | 18:30-19:00  | 10           |
| 星期一至五       | 20:40-23:55    | 15             | 星期一至五       | 19:00-19:48  | 12           |
| 星期一至五       | 00:15          | 00:15          | 星期一至五       | 20:00-00:15  | 12/15        |
| 星期六           | 05:30-06:00    | 15             | 星期六           | 05:50-07:20  | 15           |
| 星期六           | 06:00-09:30    | 10             | 星期六           | 07:20-12:20  | 12           |
| 星期六           | 09:30-16:30    | 12             | 星期六           | 12:20-13:30  | 10           |
| 星期六           | 16:30-18:30    | 10             | 星期六           | 13:30-16:30  | 12           |
| 星期六           | 18:30-22:30    | 12             | 星期六           | 16:30-18:00  | 10           |
| 星期六           | 22:30-23:15    | 15             | 星期六           | 18:00-19:48  | 12           |
| 星期六           | 23:15-00:15    | 20             | 星期六           | 20:00-00:15  | 12/15        |
| 星期日及公眾假期 | 05:30-07:00    | 15             | 星期日及公眾假期 | 05:50-06:50  | 20           |
| 星期日及公眾假期 | 07:00-13:00    | 12             | 星期日及公眾假期 | 06:50-07:50  | 15           |
| 星期日及公眾假期 | 13:00-18:30    | 10             | 星期日及公眾假期 | 07:50-13:50  | 12           |
| 星期日及公眾假期 | 18:30-21:30    | 12             | 星期日及公眾假期 | 13:50-18:00  | 10           |
| 星期日及公眾假期 | 21:30-22:15    | 15             | 星期日及公眾假期 | 18:00-19:48  | 12           |
| 星期日及公眾假期 | 22:15-00:15    | 20             | 星期日及公眾假期 | 20:00-23:15  | 12/15        |
|                  |                |                | 星期日及公眾假期 | 23:15-00:15  | 20           |

紅字班次改經大埔中心，不經大埔太和路及南運路
275X
- 星期一至五：
  - 大埔（富善）開：07:05、07:18、07:32、07:45
  - 紅磡（紅鸞道）開：18:05 、18:18、18:32、18:45

星期六、日及公眾假期不設服務

## 收費
(2)75X
全程：$11.5
- 過大老山隧道後往九龍城碼頭 (75X)／紅磡（紅鸞道）(275X)：$7.4
- 過大老山隧道後往富善邨：$11.0
- 廣福邨往富善邨：$5.4

| - 本線設有12歲以下小童及65歲或以上長者半價優惠。 - 65歲或以上香港居民使用「樂悠咭」，以及12歲以下合資格殘疾兒童使用「殘疾人士身份」個人八達通繳付車資，均可享有每程$2.0或半價（以較低者為準）的票價優惠；12至64歲合資格殘疾人士使用「殘疾人士身份」個人八達通（包括「樂悠咭」），以及60至64歲香港居民使用「樂悠咭」繳付車資，均可享有每程$2.0或全費（以較低者為準）的票價優惠。 - 65歲或以上長者如使用長者或一般個人八達通繳付車資，則只可享有半價優惠；12至64歲合資格殘疾人士如不使用「殘疾人士身份」個人八達通，以及60至64歲人士如不使用「樂悠咭」繳付車資，必須繳付全費。 - 乘客可以現金或八達通於上車時付款，不設找續。 - 每位成人乘客可免費攜帶最多兩名4歲以下而不佔座位的兒童乘客乘車，超額之4歲以下小童必須繳付小童車費乘車。 - 持有「九巴月票」之乘客在車票有效期內，每日可享最多10程任何九龍巴士及龍運巴士路線（包括本路線，以及聯營路線的九龍巴士／龍運巴士提供的班次；惟乘搭機場「A」及「NA」線則可享原價二七折優惠（不會計算每天10次合資格車程））；而B1線則每日可享最多各2程（不會計算每天10次合資格車程）。 - 九龍巴士、城巴、龍運巴士及陽光巴士全職員工及家屬（不包括外判職員）可免費乘搭本路線，惟必須拍職員或職員家屬八達通。 - 乘客亦可透過多元化電子支付系統（e度嘟）繳付車資，包括使用非接觸式VISA卡、JCB卡、萬事達卡、銀聯卡、美國運通、大來國際、Discover Card、Apple Pay、Google Pay、Samsung Pay、AlipayHK「易乘碼」、支付寶、WeChatHK／微信支付「搭車碼」、銀聯雲閃付「乘車碼」及BOC Pay「乘車碼」。乘客使用此付款方式，使用此支付方式的乘客可享有中途下車之分段收費，以及與其他九巴／龍運獨營路線或聯營線九巴／龍運班次之轉乘優惠，惟不適用於與非九巴／龍運路線之轉乘優惠，亦不能享有「公共交通費用補貼計劃」及「長者及合資格殘疾人士公共交通票價優惠計劃」。 |

### 八達通轉乘優惠
由本路線於上車後2.5小時內轉乘2F、17、71K、211路線，或由上述路線轉乘本路線，次程可獲$4.2優惠，若次程路線車費低於$4.2，則免費轉車。
本線是大老山隧道轉乘優惠計劃中其中一條路線。

## 使用車輛
本線現時使用18輛亞歷山大丹尼士Enviro 500 MMC 12米（17輛ATENU、1輛E5T）及1輛富豪B8L 12米（V6B）雙層巴士行走。
| 車隊編號  | 車牌   |
| --------- | ------ |
| ATENU798  | TU4006 |
| ATENU925  | TZ 516 |
| ATENU1045 | UC9260 |
| ATENU1055 | UD1954 |
| ATENU1081 | UD7906 |
| ATENU1154 | UH8413 |
| ATENU1157 | UJ 709 |
| ATENU1160 | UJ 955 |
| ATENU1164 | UJ1736 |
| ATENU1172 | UJ4278 |
| ATENU1191 | UK7144 |
| ATENU1192 | UK8773 |
| ATENU1359 | VJ7672 |
| ATENU1360 | VJ7871 |
| ATENU1381 | VK2627 |
| ATENU1516 | VP8059 |
| ATENU1613 | VT1179 |
| E5T7      | TH3363 |
| V6B133    | WM3881 |

## 行車路線
75X

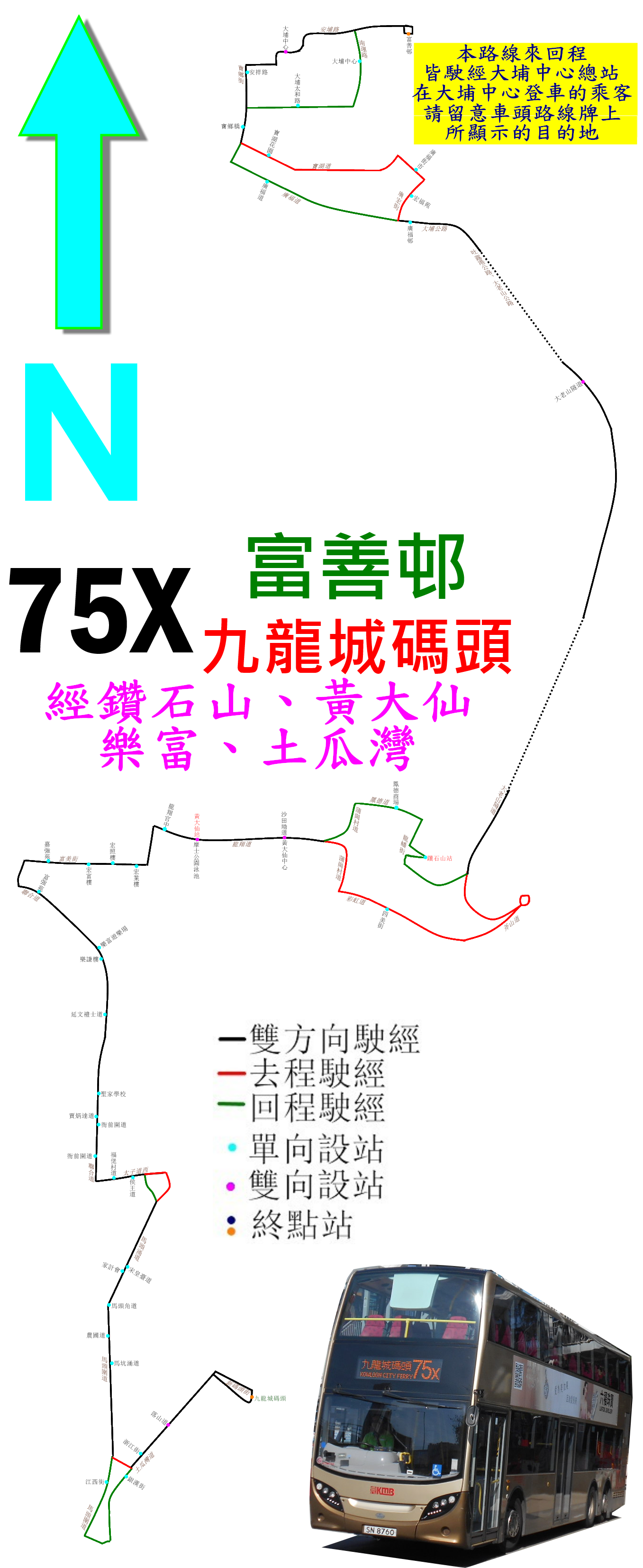
本線的走線圖，每晚20:00後往大埔的班次不駛經大埔超級城

大埔（富善）開經：安埔路、大埔中心巴士總站、安慈路、安祥路、寶鄉橋、寶湖道、廣宏街、大埔公路—元州仔段、吐露港公路、大老山公路、大老山隧道、斧山道、迴旋處、斧山道、彩虹道、蒲崗村道、龍翔道、鳳舞街、富美街、聯合道、太子道西、馬頭涌道、馬頭圍道、浙江街、土瓜灣道及新碼頭街。
九龍城碼頭開經：新碼頭街、土瓜灣道、馬頭圍道、新柳街、漆咸道北、馬頭圍道、馬頭涌道、太子道西、聯合道、富美街、鳳舞街、龍翔道、蒲崗村道、鳳德道、龍蟠街、鑽石山站公共運輸交匯處、龍蟠街、大磡道、大老山隧道、大老山公路、吐露港公路、大埔公路—元州仔段、廣福道、寶鄉街、寶鄉橋、大埔太和路、南運路及安埔路。
每日20:00後駛至寶鄉橋後，改經安祥路、安慈路、大埔中心巴士總站，而不經有斜體字之路段。
各班次之具體停站請參考資訊框
275X
大埔（富善）開經：安埔路、大埔中心巴士總站、安慈路、安祥路、寶鄉橋、寶湖道、廣宏街、大埔公路—元州仔段、吐露港公路、大老山公路、大老山隧道、太子道東、太子道西、馬頭涌道、馬頭圍道、浙江街、土瓜灣道、馬頭圍道、蕪湖街、德民街、紅磡道及紅鸞道。
紅磡（紅鸞道）開經：紅鸞道、隧道、紅磡南道、紅菱街、暢通道、機利士南路、蕪湖街、馬頭圍道、新柳街、漆咸道北、新柳街、漆咸道北、馬頭圍道、馬頭涌道、太子道西、太子道東、大老山隧道、大老山公路、吐露港公路、大埔公路—元州仔段、廣福道、寶鄉街、寶鄉橋、大埔太和路、南運路及安埔路。
各班次之具體停站請參考資訊框

## 客量
九龍城區跟其他市區相比，欠缺大型商場或消遣地方，只有多幢舊式樓宇，人口亦漸趨老化，導致此路線客量不及大埔區其他對外路線。惟因此路線途經黃大仙、鑽石山及新蒲崗等人流較高的地區，故在九龍城區來往新界的路線中，班次較為頻密，客量亦較高。隨着港鐵屯馬綫全線通車，九龍城及土瓜灣均有港鐵到達，乘客因怕75X繞經聯合道、橫頭磡及黃大仙而浪費行車時間，紛紛改乘屯馬綫往返大埔，令75X的客量有所流失。若果乘客堅持搭巴士，部分都乘搭在九龍路段走線較為直接的85X，再於大老山隧道轉車站，轉乘74X或75X，以避過75X在九龍複雜的走線。

## 外部連結
- 九巴75X線官方網站路線資料（页面存档备份，存于）